# Papyrus P52

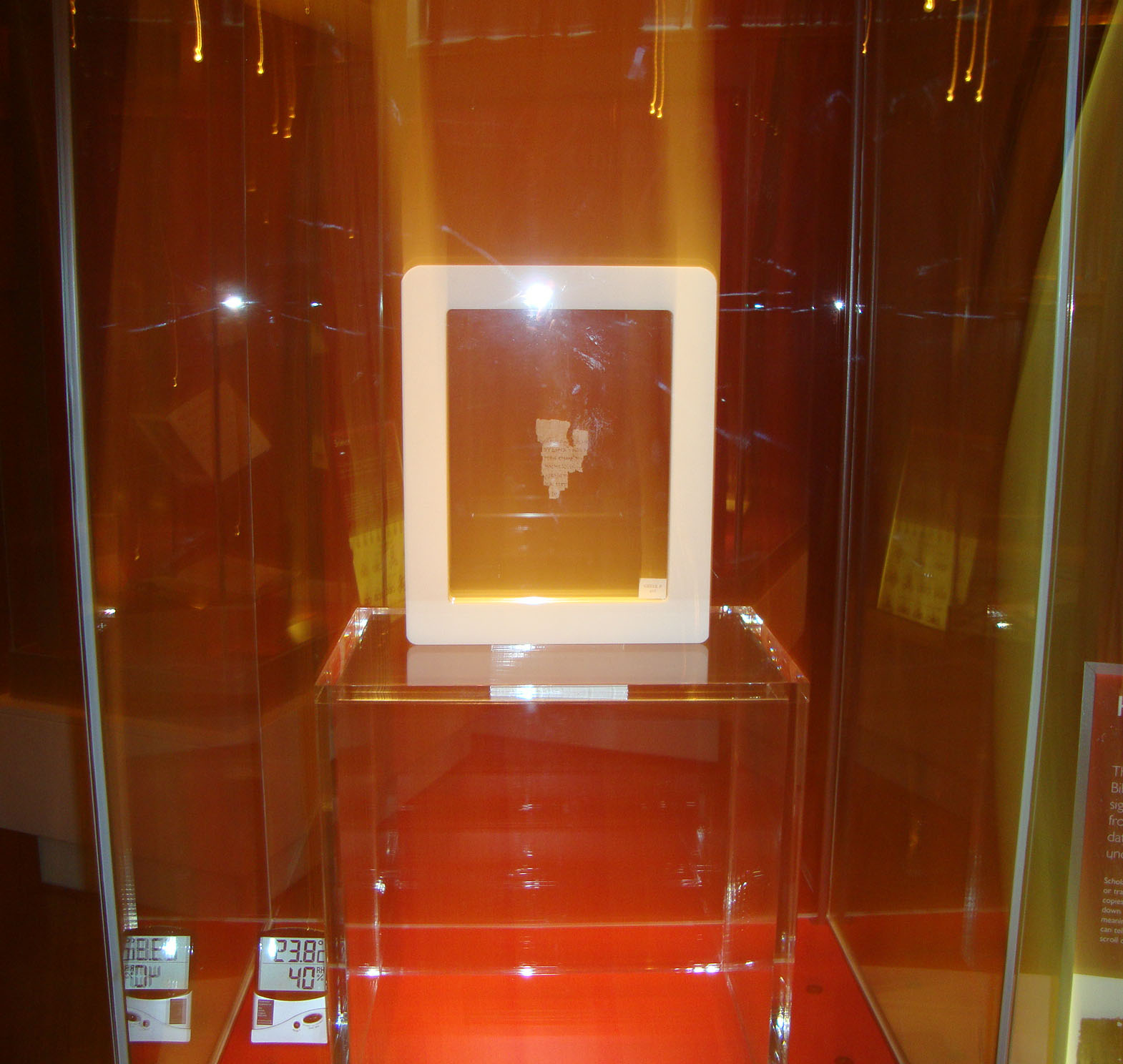
Ryland-fragmentet Papyrus^{52} på John Rylands Library i Manchester, England.

Papyrus P52 ({\displaystyle {\mathfrak {P}}}52), även Papyrus Rylands Gr. 457, är ett litet papyrusfragment med grekisk text från Johannesevangeliets 18:e kapitel, delar av verserna 31–33 och 37–38. Det är allmänt ansett som det äldsta kända textvittnet till Johannesevangeliet och till någon av Nya testamentets böcker över huvud taget. Genom handskriftsanalys har fragmentet daterats till första halvan av 100-talet, och det uppges ofta ha skrivits cirka 125–150. Det kan emellertid inte dateras med större noggrannhet än till någon gång under perioden sent nollhundratal till tidigt 200-tal (cirka 90–220), även om det i modern tid oftast förlagts till någon gång i perioden från tidigt till sent 100-tal, framför allt under den första halvan av 100-talet. Originalkällan, Johannesevangeliet, dateras av moderna forskare vanligen till perioden 90–100.
Den kreditkortsstora lämningen av den ursprungliga handskriften förvaras i dag på John Rylands Library i Manchester. Fragmentets höjd är knappt 8,9 centimeter, dess bredd 6 centimeter, och det kommer från en bok, en så kallad kodex. Genom beräkningar av meningarnas fulla längd på både fram- och baksidorna, har kodexen uppskattats till att ha varit drygt 21 centimeter hög och cirka 20 centimeter bred.

## Upptäckt, bakgrund och skrift
P52 ingår i en samling texter från Fayum och Oxyrhynchos i Egypten; texter som härrör från den ptolemaiska och romerska perioden. År 1920 införskaffades denna samling från Egypten för John Rylands Librarys räkning. P52 har alltså inte grävts fram i någon arkeologisk utgrävning och det är därför bara ett antagande, visserligen rimligt och välgrundat, att det påträffats på någon av dessa två platser. Troligen har handskriften nedtecknats av någon skrivkunnig person som verkade i området.
Den första studien av P52 företogs av Colin H. Roberts (1909–1990) vid St John’s College i Oxford och han publicerade denna tidigt i sin karriär 1935 när han var endast tjugofyra år gammal.
Den bevarade texten är skriven på papyrus och består av delar av Johannesevangeliet 18:31–33 (recto) och 18:37–38 (verso). Texten är löpande skriven och saknar de numreringar i kapitel och verser som åtföljer dagens bibeltexter, då sådana uppdelningar infördes långt senare. Den är skriven med en handstil kännetecknande för första halvan av 100-talet, men någon exakt datering är inte möjlig att göra.

### Texten

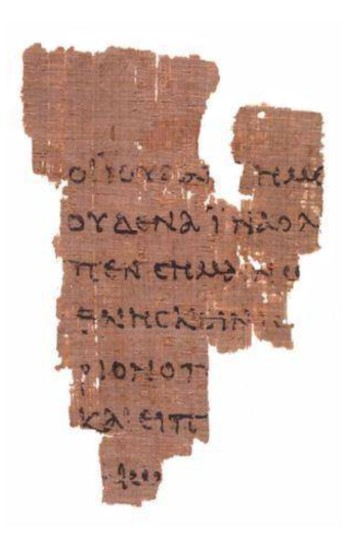
P^{52}, recto, Joh. 18:31–33.

Nedanstående text är den transkription från Papyrus {\displaystyle {\mathfrak {P}}}52 som Colin Robert gjort.

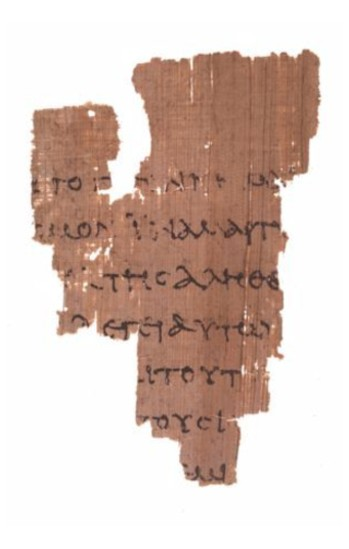
P^{52}, verso, Joh. 18:37–38.

Den grekiska texten på P52:s framsida (recto) med lämningar av Johannesevangeliet 18:31–33 och med de helt eller delvis bevarade bokstäverna markerade med fet stil:
| ” | ΟΙ ΙΟΥΔΑΙΟΙ ΗΜΕIΝ ΟΥΚ ΕΞΕΣΤΙΝ ΑΠΟΚΤΕΙΝΑΙ OYΔΕΝΑ ΙΝΑ Ο ΛΟΓΟΣ ΤΟΥ ΙΗΣΟΥ ΠΛΗΡΩΘΗ ΟΝ ΕΙ- ΠΕΝ ΣHΜΑΙΝΩΝ ΠΟΙΩ ΘΑΝΑΤΩ ΗΜΕΛΛΕΝ ΑΠΟ- ΘΝHΣΚΕΙΝ ΙΣΗΛΘΕΝ ΟΥΝ ΠΑΛΙΝ ΕΙΣ ΤΟ ΠΡΑΙΤΩ- ΡΙΟΝ Ο ΠIΛΑΤΟΣ ΚΑΙ ΕΦΩΝΗΣΕΝ ΤΟΝ ΙΗΣΟΥΝ ΚΑΙ ΕΙΠΕΝ ΑΥΤΩ ΣΥ ΕΙ O ΒΑΣΙΛΕΥΣ ΤΩΝ ΙΟΥ- ΔAΙΩN | „ |

Svensk översättning av Johannesevangeliet 18:31–33 från Bibel 2000 med den text som ungefär motsvarar den grekiska markerad med fet stil:
| ” | Men judarna svarade: Vi har inte rätt att döda någon. Ty det ord skulle uppfyllas som Jesus hade sagt för att ange hur han skulle dö. Pilatus gick tillbaka in i residenset och lät kalla till sig Jesus och frågade: ”Så du är judarnas konung”? | „ |

Den grekiska texten på P52:s baksida (verso) med lämningar av Johannesevangeliet 18:37–38 och med de helt eller delvis bevarade bokstäverna markerade med fet stil. På andra raden har ΕΙΣ TOΥΤΟ (εἰς τοῦτο = för detta) inte medtagits för att göra denna betydligt längre rad ungefär lika lång som övriga rader. Roberts antog att detta uttryck, som är en upprepning från rad 1, rimligen var det som saknades. I så fall utgör detta en variant och en kortare läsart som inte finns bevittnad någon annanstans:
| ” | …ΛΕΥΣ ΕΙΜΙ ΕΓΩ ΕΙΣ TOΥΤΟ ΓΕΓΕΝΝΗΜΑΙ ΚΑΙ ΕΛΗΛΥΘΑ ΕΙΣ ΤΟΝ ΚΟΣΜΟΝ ΙΝΑ ΜΑΡΤY- ΡΗΣΩ ΤΗ ΑΛΗΘΕΙΑ ΠΑΣ Ο ΩΝ EΚ ΤΗΣ ΑΛΗΘΕI- ΑΣ ΑΚΟΥΕΙ ΜΟΥ ΤΗΣ ΦΩΝΗΣ ΛΕΓΕΙ ΑΥΤΩ Ο ΠΙΛΑΤΟΣ ΤΙ ΕΣΤΙΝ ΑΛΗΘΕΙΑ ΚAΙ ΤΟΥΤO ΕΙΠΩΝ ΠΑΛΙΝ ΕΞΗΛΘΕΝ ΠΡΟΣ ΤΟΥΣ ΙΟΥ- ΔΑΙΟΥΣ ΚΑΙ ΛΕΓΕΙ ΑΥΤΟΙΣ ΕΓΩ ΟΥΔEΜΙΑΝ | „ |

Svensk översättning av Johannesevangeliet 18:37–38 från Bibel 2000 med den text som ungefär motsvarar den grekiska markerad med fet stil:
| ” | ”Du själv säger att jag är kung. Jag har fötts och kommit hit till världen för denna enda sak: att vittna för sanningen. Den som hör till sanningen lyssnar till min röst.” Pilatus sade till honom: ”Vad är sanning?” … [Och efter att ha sagt detta] gick han ut igen till judarna och sade: ”Jag kan inte finna honom skyldig till något.” | „ |

### Kodexen
Fragmentet mäter cirka 8,9 gånger 6,0 centimeter och är del av en kodex som har beräknats att ha varit cirka 21 gånger 20 centimeter stor. Fragmentet består av delar av Johannesevangeliet 18:31–33 på framsidan (recto) och 18:37–38 på baksidan (verso). Det omfattar sju rader text där den översta raden också var sidans översta rad, och där delar av den inre sidmarginalen finns bevarad. Allmänt antas P52 innehålla en i övrigt obevittnad läsart av Johannesevangeliet. Under förutsättning att boken innehöll hela Johannesevangeliet med ungefär den text vi känner, borde den ha uppgått till 130 sidor, och med en tänkt titelsida till troligen 66 blad. Marginalerna förefaller ha varit väl tilltagna med över 20 millimeters marginal i överkant, 5 millimeters avstånd mellan raderna och bokstäver som är mellan 3 och 4 millimeter höga. Stilen är prydlig med klart formade bokstäver. Skribenten har vinnlagt sig om att skriva så att texten ska vara lättläst, fastän skriften inte tillhör de bästa formellt textade majuskelstilarna från denna tid. Stilen kan beskrivas som grov, rundad och rätt noggrann. Den uppvisar några oregelbundenheter och en klumpighet i utformandet av vissa bokstäver och skribenten hade en förkärlek för snirklingar och hakar i slutet av bokstäverna. Det bevarade fragmentet innehåller inte mycket text. Det består totalt av 111 synliga och 8 delvis synliga bokstäver och endast 18 av det grekiska alfabetets 24 bokstäver finns representerade. Om exempelvis bokstäverna psi (ψ) och fi (φ) hade funnits med, skulle texten ha utgjort ett bättre underlag för den paleografiska studien.

## Dateringen av fragmentet

### Kol-14-metoden
Fragmentet har inte daterats med kol-14-metoden. Med dagens förbättrade mätmetoder behövs endast en mycket liten del papyrus för att kunna utföra ett test. Dock verkar sådana undersökningar ligga i framtiden eftersom många större bibliotek har som policy att inte tillåta att ens delar av dokumenten förstörs, även om det rör sig om mycket små delar. Detta blir än mer påtagligt när det rör sig om ett så litet fragment som P52. Dessutom vore en bestämning av P52:s ålder genom kol-14-metoden sannolikt av mindre värde, eftersom noggrannheten i mätningarna i bästa fall ändå inte är bättre än ± 50 år. Det vill säga att man med viss säkerhet och under ideala förhållanden ändå inte kan datera skrivmaterialet (papperssäven från vilken papyrusarket tillverkades) inom ett mindre tidsintervall än 100 år.

### Paleografiska metoder
Eftersom kol-14-metoden ofta inte går att använda och ger för oprecisa resultat, anses än så länge paleografiska metoder, det vill säga en tidsbestämning genom analys av handstilen, vara att föredra. Men även denna metod är oprecis och har i bästa fall en tolerans av ± 25 år vad gäller säkerheten i dateringen, bland annat för att en ung vuxen person anses behålla sin handstil genom hela livet. Ofta är det tidsintervall till vilket texten kan dateras dock betydligt större än 50 år.  Och även om den tid en skrivare var aktiv inte var längre än 30 till 35 år, lärdes färdigheten att skriva ut i skolor där eleverna instruerades att skriva som sin lärare, varvid samma stil kunde upprätthållas över flera generationer. Som tumregel bör man därför med hjälp av handstilen inte datera med större noggrannhet än inom ett tidsintervall av åtminstone 70 till 80 år.

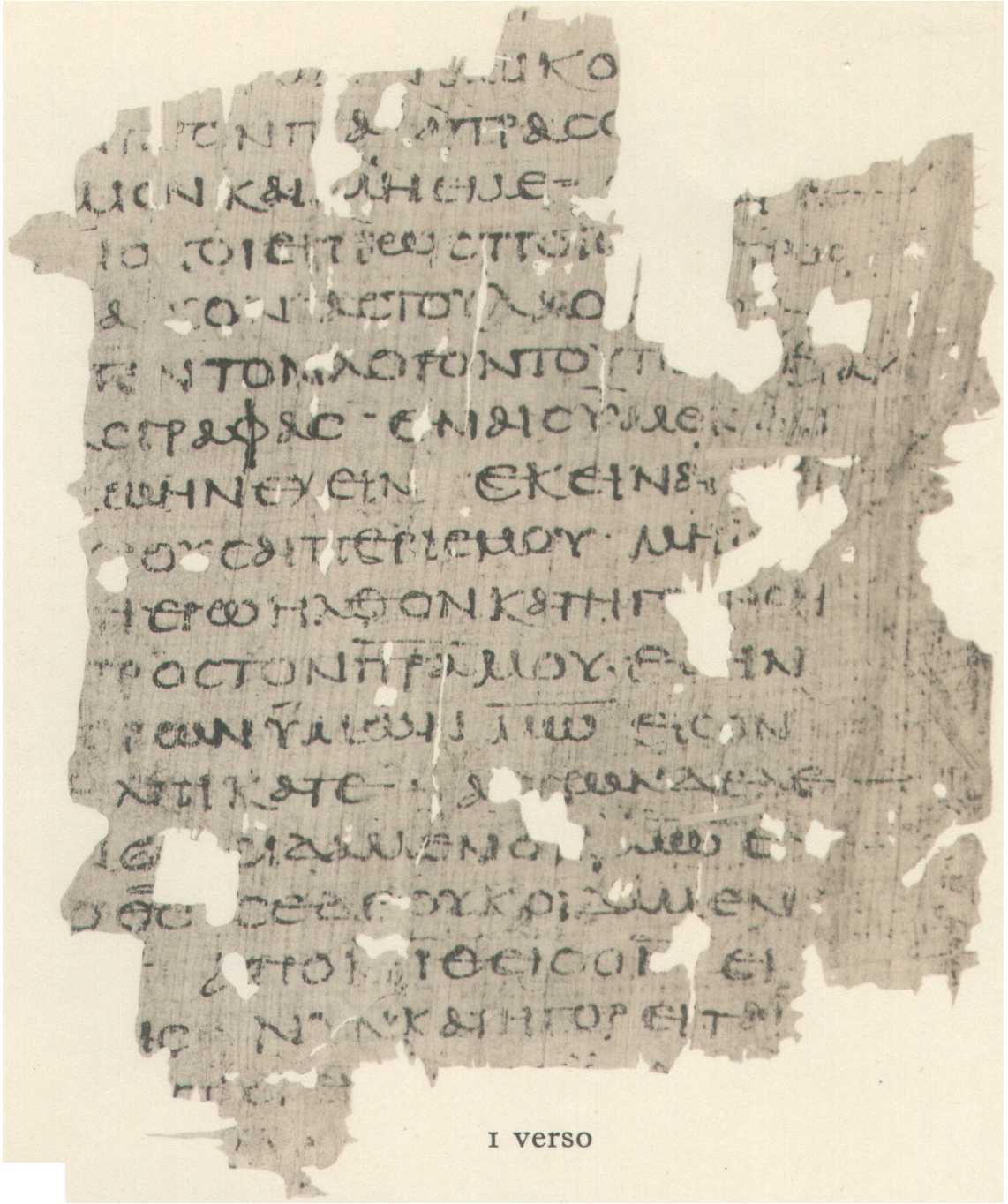
Baksidan av fragment 1 av Papyrus Egerton 2, även benämnt Egertonevangeliet. Denna handskrift från cirka år 200 är skriven med en handstil som liknar den i P^{52}.

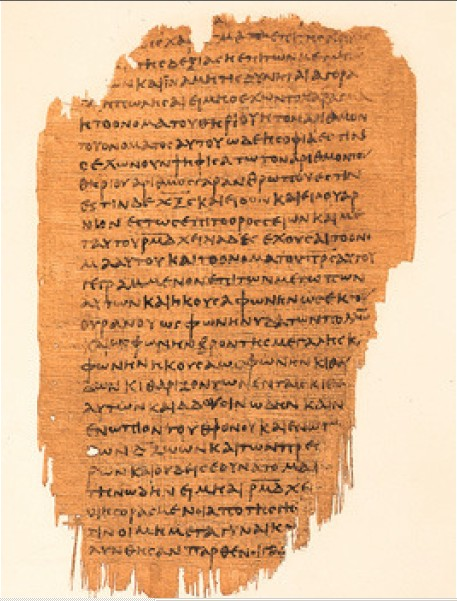
En sida från Chester Beatty III eller P^{47} innehållande delar av Uppenbarelseboken 9:10–17:2. Detta textfynd är paleografiskt daterat till 200-talet och enligt Andreas Schmidt finns här 9 bokstäver (α, η, κ, λ, μ, π, τ, υ, ω) som är identiskt utformade som de i P^{52}.

### Studier
Colin Robert ansåg i sin studie från 1935 att utifrån det sätt på vilket bokstäverna är formade liknar texten främst de handskrifter som bedömts vara från första halvan av 100-talet, och han daterade därför skriften till någon gång under denna period. De texter han ansåg mest liknade skriften i P52 var en text ur Iliaden från Papyri Graecae Berolinenses (P. Berol. 6845) och Papyrus Egerton 2. Den förstnämnda texten hade av dess utgivare daterats till perioden sent nollhundratal till tidigt 100-tal, den senare ansågs vid Roberts tid ha skrivits i mitten av 100-talet, men anses nu snarare ha skrivits cirka år 200. Båda dessa jämförelsetexter är i sin tur daterade endast genom paleografiska överväganden. Efter Roberts har andra paleografer kommit till likartade slutsatser, men undantag finns.
Eric Turner daterar P52 till första halvan av 100-talet. Philip Comfort och David Barrett förordar en tillkomsttid redan tidigt under första halvan av 100-talet, cirka 100–125, fast troligen närmare år 100. Pasquale Orsini och Willy Clarysse förordar en tillkomst mellan cirka 125 och 175, således i mitten av 100-talet. Andreas Schmidt förlägger däremot P52 till andra halvan av 100-talet genom att föreslå en ungefärlig tillkomsttid vid år 170 ± 25 år. Dateringen till denna senare tid grundar han på P52:s likhet med Chester Beatty-papyrerna III (P47) och X och med Papyrus Egerton 2; vilken ofta ansetts utgöra den viktigaste jämförande texten för en tidig datering av P52. Genom att Papyrus Egerton 2 nu visat sig komma från samma handskrift som Papyrus Köln 255 och att det i denna finns en böjd apostrof mellan två konsonanter, något som anses ha blivit brukligt i grekiska texter först på 200-talet, har många omdaterat Papyrus Egerton 2 till cirka år 200. Enligt Schmidt bör en senaredatering av Papyrus Egerton 2 med cirka 50 år innebära att också P52 är 50 år yngre än vad som tidigare antagits. Också Stanley Porter anser att skriften i Papyrus Egerton 2 är mycket lik den i P52 men att några variationer tyder på att P52 bör vara något äldre. Han menar vidare att det finns åtminstone några exempel också från 100-talet på sådana apostrofer som den som återfinns i den handskrift varur Papyrus Egerton 2 kommer, och han vill därför förlägga båda dessa skrifter till mitten av 100-talet med P52 som den något tidigare av de två.
Brent Nongbri kritiserar både Comforts tidiga datering (strax efter år 100) och Schmidts sena datering (sent 100-tal). Nongbri anser att båda dateringarna är gjorda med alldeles för snävt tidsintervall och att de dessutom huvudsakligen är baserade på jämförelser med andra dokument som heller inte är daterade på annat sätt än paleografiskt. Nongbri anser att man i första hand bör göra jämförelser med dokument som är säkert daterade, och Barker menar att det annars lätt blir cirkelresonemang. Nongbri lät jämföra P52 med alla kända säkert daterade handskrifter som han ansåg liknade P52 och fann skrifter med likartad handstil från slutet av nollhundratalet till ända in på 200-talet. De dokument han ansåg uppvisade de största likheterna med P52 var P. Fayûm 110 från år 94 (som också Roberts hade med i sin studie), P. Mich. inv. 5336 från cirka år 152 och P. Amh. 2.78 från år 184. De två sistnämnda anser Nongbri vara minst lika nära paralleller som Roberts exempel. Nongbri anser sig inte på något sätt ha motbevisat Roberts mycket försiktiga datering av P52 till första halvan av 100-talet, utan bara ha visat att en datering till såväl andra halvan av 100-talet som början av 200-talet är fullt möjlig.
Emedan formellt skrivna texter, som P52, nästan alltid är odaterade (en text kan exempelvis vara daterad om någon skrivit något som går att tidsdatera på dess baksida), är de daterade texterna (som exempelvis de Nongbri använder som jämförelsematerial) oftast skrivna snabbare i en mindre formell och mer kursiv stil. Porter anser att även om dessa texter i sig är värdefulla, minskar det deras värde som jämförelsematerial.
Don Barker anser att ett sätt att komma runt detta problem är att visserligen använda enbart daterade dokument av den mer kursiva typen för jämförelser, men att identifiera de underliggande sätten på vilka bokstäverna formats i dessa och därefter jämföra de utmärkande dragen med de i den mer formella stilen. Han talar om att identifiera det skrivflöde (“graphic stream”) som en stil tillhör för att finna de gemensamma dragen hos de båda stilarna. Med hjälp av denna metod stöder Barker Nongbris mycket större tidsintervall och anser att paralleller till P52 står att finna i 11 daterade dokument, där det äldsta P. Oxy. 3466 är från perioden 81–96 och det yngsta P. Oxy. 3183 från år 292. Barker menar att de unika egenheterna i sättet att skriva bestod under längre perioder än vad som tidigare antagits, och han förordar en datering av P52 till 100- eller 200-talet utan att specificera tiden mer noggrant.

## Fragmentets roll inom bibelforskningen
Det lilla fragmentet P52 har tillmätts och tillmäts fortfarande en betydelse som inte står i proportion till dess storlek. Trots sin litenhet har det betraktats som mycket viktigt för dateringen av Johannesevangeliet, och indirekt också övriga bibliska evangelier och har därmed haft stor betydelse för att avgöra kristendomens tidiga historia. När studien över fyndet offentliggjordes 1935 väckte den stor uppståndelse, och man ansåg att den tidiga dateringen avgjorde vissa tvistefrågor om när Johannesevangeliet skrevs.
Johannesevangeliet anses som regel vara det evangelium av de fyra bibliska som är sist tillkommet. Med sin mer utvecklade teologi anses det ha tagit åtminstone ett tjugotal år att utveckla från den mer rättframma berättelse som återfinns i framför allt Markusevangeliet, och evangeliet dateras därför ofta till perioden 90–100. Men evangeliet är dåligt bevittnat i form av omnämnanden och citat i den äldsta kristna litteraturen. Den förste att visa kännedom om evangeliet anses av vissa vara Justinus Martyren på 150-talet. Men även hans bevittnanden är oprecisa och omtvistade, och inte förrän mot slutet av 100-talet kommer de första säkra referenserna till evangeliet. Detta har lett till en livaktig debatt om Johannesevangeliets ålder, en debatt som var särskilt intensiv under början av 1900-talet och där vissa forskare ville förlägga evangeliets tillkomst till långt in på 100-talet och ibland till andra halvan av detsamma.
P52:s uppdykande på scenen kom i stort att tysta denna debatt. Johannesevangeliet kunde inte gärna ha skrivits i mitten av 100-talet om det fanns en handskrift av evangeliet bevarad från år 125. Dessutom är P52 inte originalet utan en avskrift, och sannolikt en avskrift av en avskrift. Vidare påträffades fragmentet i Egypten, medan Johannesevangeliet enligt den kristna traditionen skrevs i Efesos. Detta tyder på att viss tid måste ha förflutit. Sålunda resonerar man att tiden mellan Johannesevangeliets autograf och tidpunkten för avskriften P52 måste uppgå till åtminstone ett par årtionden. Detta inte bara förlägger Johannesevangeliet till senast år 100 och tystar de röster som vill senarelägga det, utan visar också på kristendomens snabba spridning till andra delar av det romerska imperiet. Vidare används P52 som argument för att hävda de nytestamentliga skrifternas tillförlitlighet. Med ett tidigt daterat P52 blir tidsspannet mellan den etablerade dateringen av Johannesevangeliet till 90-talet och det första bevarade textvittnet litet, blott cirka 30 år. Dessutom tenderar vissa nytestamentliga forskare att förlägga P52 ännu tidigare och dessutom ge det en än mer exakt datering.
Brent Nongbri har kritiserat de nytestamentliga forskarnas ”bruk och missbruk” av P52 för att avgöra Johannesevangeliets ålder. Som regel är bibelforskare inte papyrologer eller paleografer och saknar därmed kunskap för att själva kunna datera texter enbart utifrån det sätt på vilket de är skrivna. Ändå tenderar de att ge P52 ett orimligt tidigt tillkomstdatum och dessutom förlägga det inom ett tidsintervall som är så snävt att dateringen helt enkelt inte har stöd i forskningen.
Ett antal nytestamentliga forskare, som exempelvis Carsten Peter Thiede och José O'Callaghan, har argumenterat för att merparten av de äldsta papyruslämningarna av Nya testamentets skrifter skulle vara mycket äldre än vad som normalt antas, och daterar därför flera av dem till nollhundratalet. Orsini och Clarysse menar att papyrologerna i allmänhet har förkastat dessa identifikationer, och de skriver att bibelforskare bör inse att vissa av de tillkomsttider som vissa av deras kolleger föreslår, inte godtas av grekiska paleografer och papyrologer.
Nongbri menar att paleografi inte är den effektivaste metoden för att datera en text. Han säger sig heller inte på något radikalt sätt ha reviderat Roberts arbete eller ha funnit någon annan text som är en dubbelgångare till P52 och att även om han skulle ha gjort det, går det ändå inte att datera P52 till någon exakt tid.
| ” | Paleografiska bevis fungerar inte på det sättet. Det jag har gjort är att visa att varje seriöst övervägande av tidsluckan för {\displaystyle {\mathfrak {P}}}52:s möjliga tillkomsttider måste innefatta tider under de sena 100- och tidiga 200-talen. Alltså kan {\displaystyle {\mathfrak {P}}}52 inte användas som bevis för att tysta andra diskussioner om förekomsten (eller frånvaron) av Johannesevangeliet under första halvan av 100-talet. Endast en papyrushandskrift som innehåller en uttrycklig datering, eller en som påträffats i ett tydligt arkeologiskt stratigrafiskt sammanhang, skulle kunna åstadkomma det forskare vill att {\displaystyle {\mathfrak {P}}}52 ska göra. Som det nu ser ut bör de papyrologiska bevisen inta en andraplats i förhållande till andra sorters bevis när man tar sig för att avhandla frågan om dateringen av det fjärde evangeliet. | „ |